# Грэм, Ларри
Ларри Грэм (англ. Larry Graham Jr.; род. 14 августа 1946, Бомонт, Техас) — американский бас-гитарист и баритон-вокалист, участник фанк-группы Sly and the Family Stone, а также основатель и фронтмен группы Graham Central Station. Ему приписывают изобретение техники слэппинга на бас-гитаре.
В 1993 году он был включён в Зал славы рок-н-ролла как участник группы Sly and the Family Stone> В 2020 году он занял 7-е место в списке «50 величайших басистов всех времён» по версии журнала Rolling Stone>

## Техника
Грэм был пионером техники слэппинга на бас-гитаре (сам он называет её «thumpin’ and pluckin’»). Этот стиль сочетает удары большим пальцем по толстым (четвёртой или третьей) струнам с агрессивным подцепом пальцами по нижним (второй или первой) струнам, удар большим пальцем используется для имитации бас-барабана, а подцеп указательным или средним пальцем — малого барабана. Техника слэпа также использует много приглушенных или «мертвых» нот, что добавляет допольнительный ритмический эффект.
Стиль слэппинга позже использовали такие исполнители, как Бутси Коллинз (Parliament-Funkadelic), Принс, Лес Клейпул (Primus), Бернард Эдвардс (Chic), Марк Кинг, Виктор Вутен, Фли (Red Hot Chili Peppers), Маркус Миллер и Стэнли Кларк.
Он использует бас-гитары типа Jazz Bass, произведенные в Японии под брендом Moon. Его бас-гитары называются Sunshine (четыре струны) и Moonshine (пять струн).

## Личная жизнь
Грэм — дядя канадского рэпера и актёра Дрейка.

## Дискография

### Сольные альбомы
- One in a Million You (1980)
- Just Be My Lady (1981)
- Sooner or Later (1982)
- Victory (1983)
- Fired Up (1985)
- Chillin' (2019)

### Sly & the Family Stone
- A Whole New Thing (1967
- Dance to the Music (1968)
- Life (1968)
- Stand! (1969)
- There’s a Riot Goin’ On (1971)

### Graham Central Station
- Graham Central Station (1974)
- Release Yourself (1974)
- Ain’t No ’Bout-A-Doubt It (1975)
- Mirror (1976)
- Now Do U Wanta Dance (1977)
- My Radio Sure Sounds Good to Me (1978)
- Star Walk (1979)
- Back by Popular Demand (1997)
- GCS 2000 (1998)
- Raise Up (2012)

### Prince
- Rave Un2 the Joy Fantastic (1999)
- The Rainbow Children (2001)